# Obična diferencijalna jednadžba
Obična diferencijalna jednadžba je diferencijalna jednadžba u kojoj se pojavljuju n-te derivacije nepoznate funkcije {\displaystyle y} jedne varijable, za razliku od parcijalne diferencijalne jednadžbe koja uključuje funkcije više varijabli i njihove parcijalne derivacije. Linearne diferencijalne jednadžbe se posebno proučavaju jer se često pojavljuju u primjenama matematike, a i nelinearne diferencijalne jednadžbe se nastoje aproksimirati pomoću linearnih. Ako su {\displaystyle a_{0},a_{1},\dots ,a_{n},g} realne funkcije i {\displaystyle a_{0}\neq 0}, onda linearna diferencijalna jednadžba ima oblik:
{\displaystyle a_{0}(x)y^{(n)}(x)+a_{1}(x)y^{(n-1)}(x)+\dots +a_{n-1}(x)y'(x)+a_{n}(x)y(x)=g(x)}
Rješenje te jednadžbe je općenito neki skup funkcija {\displaystyle X}. Ako su još zadani realni brojevi {\displaystyle x_{0},C_{1},\dots ,C_{n}} takvi da:
{\displaystyle y(x_{0})=C_{1},y'(x_{0})=C_{2},\dots ,y^{(n-1)}(x_{0})=C_{n}}
onda je rješenje partikularno rješenje iz skupa {\displaystyle X}, a problem nalaženja takvog rješenja Cauchyev problem.
Ako je {\displaystyle g\neq 0} onda je jednadžba nehomogena, u suprotnom slučaju homogena, a funkcije {\displaystyle a_{k}} su koeficijenti jednadžbe. Takva jednadžba je linearna jer je funkcija:
{\displaystyle F(t,x_{0},\dots ,x_{n})=a_{0}(t)x_{n}+\dots +a_{n}(t)x_{0}-g(t)}
polinom prvog stupnja u varijablama {\displaystyle x_{0},\dots ,x_{n}}. Pomoću funkcije {\displaystyle F} jednadžba se može zapisati:
{\displaystyle F(x,y,y',\dots ,y^{(n)})=0}
i takav oblik je općenito obična diferencijalna jednadžba n-tog reda.